# Josef Stefan Michels
Josef Stefan Michels (* 1910 in Temesvár, Königreich Ungarn, Österreich-Ungarn; † 13. Oktober 1987 in Nürnberg) war ein deutscher Ingenieur und Erfinder.

## Leben
Josef Stefan Michels, Sohn des Kaufmanns und Gastwirts Josef Michels, entstammte der Volksgruppe der Banater Schwaben. Er besuchte erst das Realgymnasium und anschließend das Polytechnikum in Timișoara, mit der Fachrichtung Maschinenbau und Elektrotechnik. Er schloss im Januar 1935 mit einem Staatsexamen als Diplom-Elektro-Maschineningenieur ab. Nach einem Jahr Lehrtätigkeit an einer Fachschule arbeitete Michels als Betriebsingenieur bei der Lokomotiven- und Triebwagenfabrik Malaxa in Bukarest. Darauf war er in der Technischen Direktion der Erdölgesellschaft Astra Română in Câmpina tätig, einer Tochtergesellschaft von Royal Dutch Shell, wo er sich mit der Berechnung, dem Entwurf und der Verbesserung von Bohr- und Fördergeräten, Anlagen für Bohrdampfmaschinen, Dampfturbinenanlagen, Diesel- und Elektromotoren, Hochdruckanlagen, Verpumpungsanlagen für Wasser und Öl, Wasserreinigungsanlagen, Gaskompressoranlagen, Ölbehältern und Tankwagen, Verladeanlagen, Stahlkonstruktionen, Sondenmessgeräten, feinmechanischen Instrumenten, Desbezinierungsanlagen und anderen Raffinerieanlagen beschäftigte. Einige seiner Erfindungen erhielten ein Patent. Er war Mitglied des rumänischen Normenausschusses für die Vereinheitlichung von Bohrgeräten, Leitungsrohren, Ventilen und Schiebern.
Im Zuge des Zweiten Weltkrieges und der Luftangriffe auf Ploiești wurde Josef Stefan Michels 1943 zusammen mit einer Gruppe rumäniendeutscher Erdölfachleute an das Reichsinstitut für Erdölforschung an der Technischen Hochschule Hannover entsandt, wo er seine Forschungen zur Schussdurchlöcherung der Verrohrung von Erdölsonden fortsetzen konnte. Die neuen Perforierungsverfahren erwiesen sich als wichtig für die Steigerung der Erdölproduktion für das Deutsche Reich. Seine einhergehenden Erfindungen wurden in Deutschland patentiert. Nach dem Krieg arbeitete er als Erdölsachverständiger für die Feststellung der Kriegsschäden an der damaligen Shell-Raffinerie in Hamburg-Harburg. 
Erst 1947 kehrte er zu seiner Familie nach Rumänien zurück. Hier arbeitete er zunächst als Hilfskraft im Handarbeitsladen seiner Frau und als Prokurist einer kleinen Firma. 1949 gründete Michels zusammen mit Ștefan Nădășan das Entwurfsinstitut für Maschinen (rumänisch Institutul de Proiectări de Mașini, I.P.R.O.M.) und leitete dort vier Jahre lang die Maschinenbau-Abteilung. 1951 war er einer der Mitbegründer der Zweigstelle der Rumänischen Akademie der Wissenschaften in Timișoara, wo er sich als Forschungsleiter betätigte.
Nach der zeitweisen Auflösung des Entwurfsinstituts 1954 wechselte Michels zum Maschinenbaubetrieb Banater Metallurgische Industrie (Uzinele Mecanice Timișoara, U.M.T.) über und stieg dort zum Chefkonstrukteur auf. 1960 kehrte er in das wiedereröffnete Ingenieurbüro zurück, das sich nun auf Kranbau und Fördertechnik spezialisiert hatte und ein leitendes Institut für Fördertechnik wurde. Hier war er zunächst Abteilungsleiter, darauf Technischer Rat und letztendlich Hauptentwurfsingenieur, die höchste Qualifikationsstufe für einen Ingenieur in Rumänien. Nach seiner Pensionierung setzte Michaels seine berufliche Tätigkeit noch einige Jahre in derselben Funktion fort. 1982 siedelte er in die Bundesrepublik Deutschland über.
Josef Stefan Michels verstarb am 13. Oktober 1987 im Alter von 77 Jahren in Nürnberg. Er war verheiratet mit der Malerin Ernestine Katharina Müller. Aus der Verbindung gingen der Ingenieur Hartwig Michels und dessen Schwestern Gudrun und Ortrun hervor.